# Mit o korištenju 10 % mozga
Mit o korištenju 10 % mozga jest urbana legenda koja tvrdi da ljudi upotrebljavaju svega 10 % svoga mozga i da je oko 90 % ljudskog mozga neiskorišteno. Zagovornici tog mita vjeruju kako bi puno korištenje mozgom omogućilo ljudima komunikaciju putem telepatije, vidovitost, izvanrednu kreativnost i stvaranje izuzetnih tehnoloških inovacija te golem napredak znanosti. Međutim, radi se o običnom mitu, jer ljudi se koriste punim kapacitetom mozga.
Unatoč tomu što je neuroznanost opovrgnula mit o korištenju svega 10 % mozga, taj mit i dalje ustrajno opstaje kao uvriježeno i popularno mišljenje te ga mnogi smatraju istinitim. Zagovornici New Age pokreta također vjeruju kako određenim meditativnim tehnikama i upotrebom lijekova možemo aktivirati i unaprijediti neiskorištene dijelove mozga.